# Татьба
Татьба́ в русском праве — преступное похищение чего-либо или насильственное отнятие, не переходящее в разбой; тать — вор.
Главным образом это выражение употреблялось тогда, когда речь шла о похищении имущества, однако существенным признаком татьбы было не нарушение имущественных прав, а корыстный мотив, руководивший деятелем, почему прежние узаконения говорят и о головной татьбе.
Само по себе слово татьба не означало ещё сознательного образа действий: название «тать» могло относиться и к неодушевлённым предметам (например пуд — тать, то есть неверный разновес), но когда речь шла о татьбе как о преступлении, то заведомость и умышленность предполагались необходимо уже ввиду момента корысти как существенного признака татьбы. До уложения царя Алексея Михайловича татьба была единственным термином для обозначения тайного похищения движимости и насильственного её отнятия, не переходящего в разбой. Соборное уложение 1649 года вводит также выражение «украдёт», «крадёт», но эти последние слова оно знает как описательные, как определения, татьба же по-прежнему остаётся единственным термином.
Воинские артикулы заменили слово татьба словом воровство, описывая означенное им действие словами «украдёт», «покрадёт», но практика общих судов следовала терминологии уложения и для обозначения кражи в техническом смысле употребляла выражение татьба: выражение «кража» скорее относилось к способу действия (украдкой), чем к особому виду преступления.
Лишь указом 1781 года выражение татьба как техническое окончательно было вытеснено и заменено выражением воровство-кража (XVI, 485).

## Пример из литературы
Отрывок из поэмы Н. А. Некрасова «Кому на Руси жить хорошо»:
« …
Сладка еда крестьянская,
Весь век пила железная
Жуёт, а есть не ест!
Да брюхо-то не зеркало,
Мы на еду не плачемся…
Работаешь один,
А чуть работа кончена,
Гляди, стоят три дольщика:
Бог, царь и господин!
А есть ещё губитель-тать
Четвёртый, злей татарина,
Так тот и не поделится,
Всё слопает один!
…»
Часто это слово встречается в историческом романе советского писателя Семёна Скляренко «Святослав».